# Ligne Eryholme-Richmond
L'embranchement Eryholme – Richmond est une ligne de chemin de fer ouverte en 1846 par la York and Newcastle Railway Company. 
Le tronçon initial de la ligne reliait un point situé entre Darlington et Northallerton sur l'actuelle ligne de la côte est. Son terminus est la gare de Richmond.

## Histoire

### Projet et ouverture
Le projet de la ligne fut proposé une première fois en 1825 puis une nouvelle fois en 1836. L'idée de desservir Swaledale fut de nouveau mise en avant lorsque furent évoquées dans les journaux les lignes de Richmond et de Cleveland. La ligne fut officiellement ouverte le 10 septembre 1846 et commençait à ce qui était à l'origine connu sous le nom de Dalton Junction (renommé Eryholme junction en 1901). 
La ligne de chemin de fer devait remonter la vallée jusqu’à Reeth en vue de permettre le transport des matériaux extraits des carrières de la vallée. La proposition fut même approuvée par le Parlement en 1869, mais faute de soutien local, le NER ne débuta jamais le projet. Celui-ci fut ré-éxaminé en 1912 avec un arrêté de construction de chemin de fer léger octroyé à la Swaledale Light Railway Company. Mais une fois de plus, il échoua et ne fut jamais construit. 
Lorsque les trains arrivaient au terminus de Richmond, la procédure était de permettre aux passagers de descendre du train et la locomotive poussait les wagons hors de la gare puis les contournait car il n'y avait pas d'installation permettant un demi-tour. Lorsque des trains militaires étaient en marche, une locomotive était positionnée à Richmond et était accrochée à l'arrière du train afin de le pousser le cas échéant. Cela permettait d'accélérer le temps de réponse pour le départ et la locomotive entrante pouvait alors attendre dans les voies d’évitement pour répéter le changement avec le prochain train. En dépit de l'existence de la branche Catterick, la plupart des trains militaires rejoignaient Richmond et les militaires étaient transportés jusqu'au camp par la route. 

### Sous-branche de Catterick

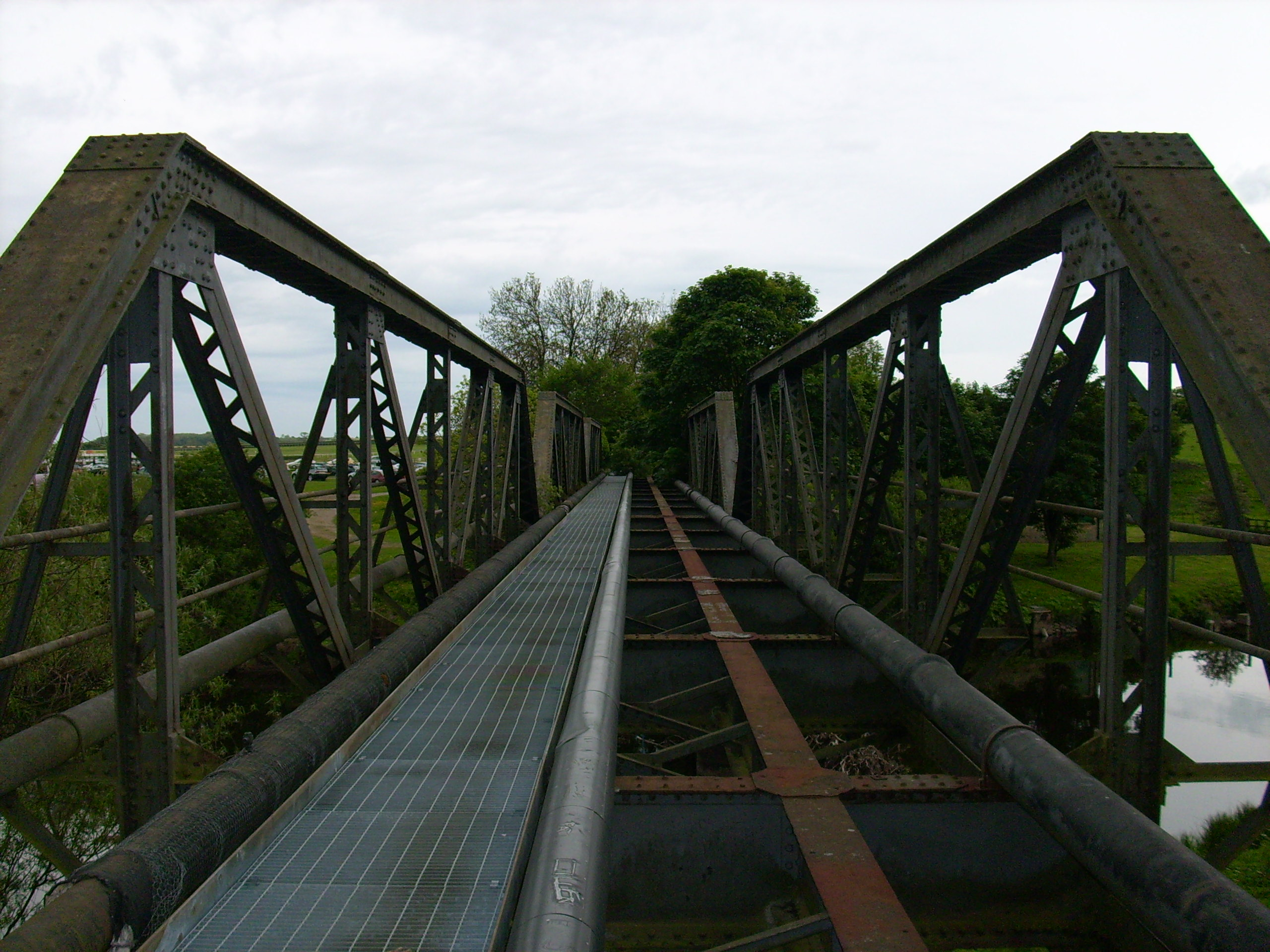
Pont ferroviaire de Catterick

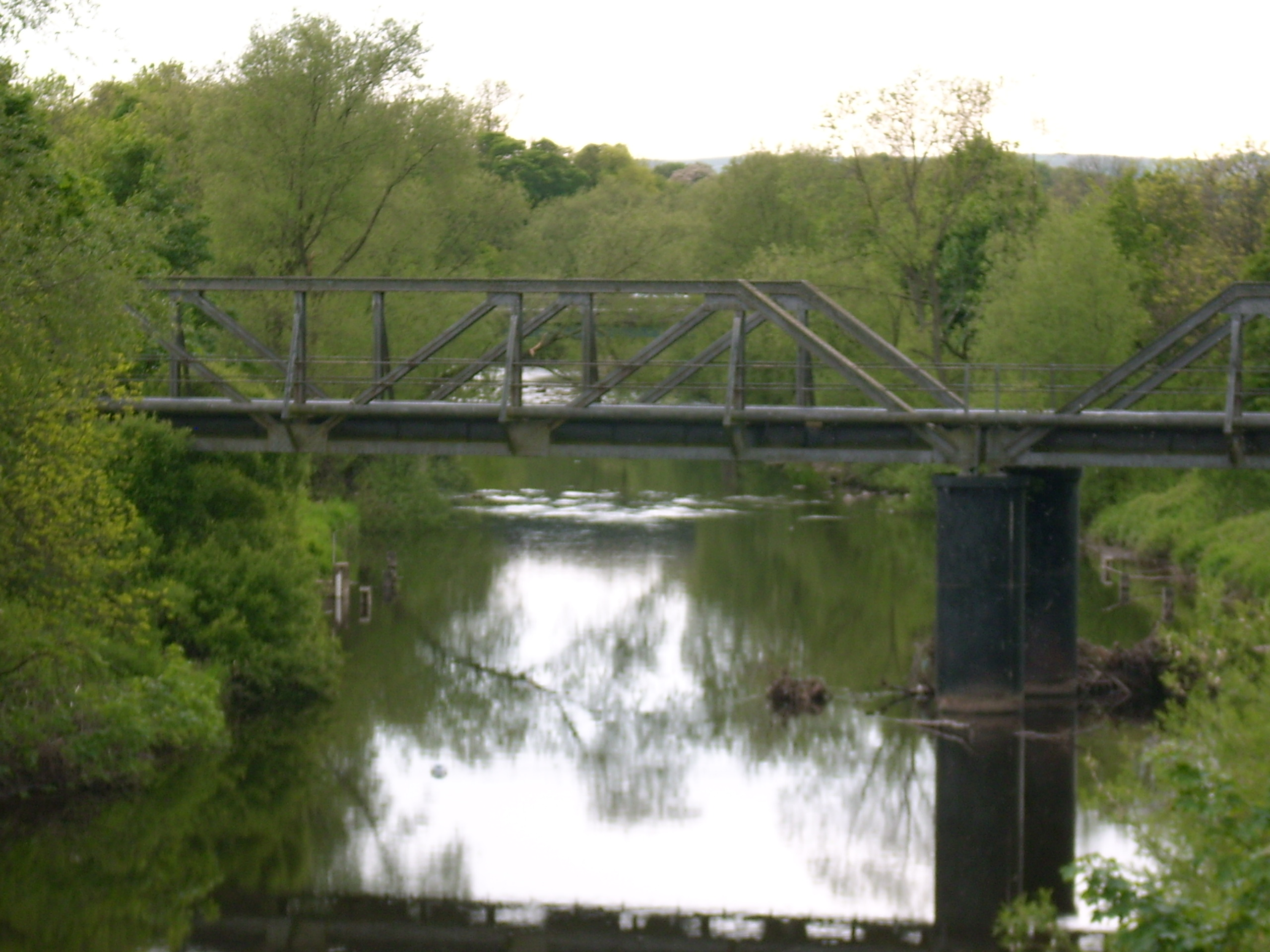
Pont ferroviaire de Catterick vu depuis le pont routier

Au début de la Première Guerre mondiale, un sous-embranchement pour le camp de Catterick (aujourd'hui garnison de Catterick) fut construit à la hâte en 1915. La sous-branche prenait naissance près de Brompton-on-Swale et traversait la rivière Swale via le pont ferroviaire Catterick, qui est toujours parallèle au pont de pierre qui a donné son nom au village. La branche desservait ensuite la garnison Catterick. Cette partie de la ligne et ses gares furent fermées le 26 octobre 1964. 

### Fermeture
La ligne et sa sous-branche survécurent au programme de coupures de Beeching du début des années 1960, en grande partie grâce à une utilisation intensive par l'armée. La région du nord-est des chemins de fer britanniques a émis un avis de fermeture de la ligne en 1963, mais le ministère des Transports refusa de donner son accord. La ligne entre Richmond et Catterick Bridge fut identifiée comme une mesure d’économie, mais cela ne fut pas suffisant. La ligne survécu quelques années avant de fermer pour les passagers en 1969. Le fret continua jusqu'au pont Catterick jusqu'en 1970. 
Le pont emprunté par le chemin de fer de Catterick au-dessus de l’A1 à Brompton-on-Swale fut acheté par la Compagnie de chemins de fer de Wensleydale en 2015. Le pont devait être supprimé en raison de la réfection de l'A1, qui impliquait l'élargissement de la route. Le pont de Fort sera utilisé pour permettre à la voie ferrée de s’étendre vers Apedale Beck à l’ouest de la gare de Redmire. 